# Plesiophrictus bhori
Plesiophrictus bhori é uma espécie de aranha pertencente à família Theraphosidae (tarântulas).